# Бернар Коломб
Бернар Коломб (на френски: Bernard Collomb) е бивш пилот от Формула 1. Роден на 7 октомври 1930 година в Анси, Франция.

## Формула 1
Бернар Коломб прави своя дебют във Формула 1 в Голямата награда на Франция през 1961 година. В световния шампионат записва 6 състезания като не успява да спечели точки. Състезава се с частен автомобил Купър и Лотус.